# Luciano Pagliarini
Luciano Andrés Pagliarini Mendonça (Arapongas, 18 aprile 1978) è un ex ciclista su strada brasiliano.
Professionista dal 2001 al 2010, ha ottenuto tredici vittorie in carriera, tra cui una tappa all'Eneco Tour 2007, unico successo in un evento UCI ProTour.

## Carriera
Passò professionista nel 2001, con l'italiana Lampre: in quattro stagioni ottenne sette successi, cinque dei quali al Tour de Langkawi, in Malaysia. Nel 2005 passò alla Liquigas-Bianchi, mentre nel 2006 giunse alla Saunier Duval-Prodir (poi rinominata in Scott). Ottenne altre tre vittorie tra 2007 e 2008.

### 2007
A causa di problemi di salute, disputò una prima parte di stagione sottotono fino ai Giochi panamericani di luglio, in cui vinse una medaglia di bronzo. Dieci giorni dopo la nascita del suo primo figlio, vinse la quinta tappa dell'Eneco Tour, diventando il primo ciclista brasiliano ad ottenere una vittoria nel circuito UCI ProTour. Successivamente vinse anche una tappa al Tour of Missouri. L'eccellente finale di stagione convinse la Saunier Duval a rinnovargli il contratto.

### 2008
A differenza dell'anno precedente, ebbe un buon inizio di stagione, terminando terzo nell'ultima tappa del Tour of Qatar e quindicesimo nella classifica generale. Vinse poi la sesta tappa del Tour of California, davanti a Juan José Haedo e il campione del mondo Paolo Bettini. Due giorni prima la gara in linea dei Giochi della XXIX Olimpiade gli furono diagnosticati calcoli renali e per questo terminò in ultima posizione la corsa.

### 2009-2010
Nel 2009 passò nel Team Teltek H2O, neonato consorzio con licenza lussemburghese. Fu una stagione difficile, visto che la squadra non ottenne una licenza dalla UCI e successivamente venne sciolta. Pagliarini rimase senza contratto per qualche mese, aumentando di peso. In luglio annunciò il ritorno in patria, per correre il Giro del Brasile con la Memorial-Santos, e anche l'inizio della preparazione in vista delle gare di ciclismo su pista dei Giochi della XXX Olimpiade del 2012.
Nel 2010 passa alla Scott-Marcondes Cesar, squadra brasiliana neo Professional, riuscendo ad aggiudicarsi tre tappe della Rutas de América.
Durante la stagione, in occasione dei campionati nazionali, decide di non partecipare alla competizione per protesta contro la sua stessa squadra, rea di non pagare gli stipendi ai corridori. Il successivo interessamento dell'UCI alla vicenda, porta alla sospensione della Scott.
Al termine della stagione 2010 decide di ritirarsi dall'attività agonistica.

## Palmarès
- 1998

3ª tappa Vuelta a Chile (Valdivia > Temuco)
4ª tappa Vuelta Ciclista al Uruguay
- 2000

Circuito del Porto-Trofeo Internazionale Arvedi
Vicenza-Bionde
- 2003 (Lampre, quattro vittorie)

2ª tappa Tour de Langkawi
3ª tappa Tour de Langkawi
4ª tappa Tour de Langkawi
Clásica de Almería
- 2004 (Lampre, tre vittorie)

7ª tappa Tour de Langkawi
8ª tappa Tour de Langkawi
5ª tappa Vuelta a Murcia (Murcia)
- 2007 (Saunier Duval-Prodir, due vittorie)

5ª tappa Eneco Tour (Terneuzen > Nieuwegein)
4ª tappa Tour of Missouri (Lebanon > Columbia)
- 2008 (Saunier Duval, una vittoria)

6ª tappa Tour of California (Santa Barbara > Santa Clarita)
- 2010 (Scott-Marcondes Cesar-SJC, tre vittorie)

1ª tappa Rutas de América (Montevideo)
5ª tappa, 1ª semitappa, Rutas de América (Tacuarembó > Durazono)
6ª tappa Rutas de América (Montevideo)

### Altri successi
- 2004 (Lampre)

1ª tappa Tour de Langkawi (cronosquadre)

## Piazzamenti

### Grandi giri
- Giro d'Italia

2004: ritirato (17ª tappa)
2008: ritirato (14ª tappa)
- Tour de France

2002: ritirato (12ª tappa)
2005: ritirato (9ª tappa)
- Vuelta a España

2001: ritirato (11ª tappa)

### Classiche
- Milano-Sanremo

2004: 149º
2006: ritirato
- Giro delle Fiandre

2002: ritirato
2003: ritirato
2004: ritirato
2006: ritirato
2007: ritirato
2008: 78º
- Parigi-Roubaix

2002: ritirato
2003: ritirato
2006: 76º
2007: ritirato
2008: 64º

### Competizioni mondiali
- Campionati del mondo

Verona 1999 Under-23 - In linea: ritirato
Verona 2004 - In linea: ritirato
Madrid 2005 - In linea: ritirato
Salisburgo 2006 - In linea: ritirato
Stoccarda 2007 - In linea: ritirato
- Giochi olimpici

Atene 2004 - Corsa in linea: ritirato
Pechino 2008 - Corsa in linea: 90º